# Mainothrus breviclava
Mainothrus breviclava är en kvalsterart som först beskrevs av Hammer 1958.  Mainothrus breviclava ingår i släktet Mainothrus och familjen Trhypochthoniidae. Inga underarter finns listade i Catalogue of Life.